# كينت أندرسون (مصارع رياضي)
كينت أندرسون (بالسويدية: Kent Andersson)‏ هو مصارع رياضي سويدي، ولد في 24 أكتوبر 1959.

## وصلات خارجية
- كينت أندرسون على موقع قاعدة بيانات المصارعة الدولية (الإنجليزية)
- كينت أندرسون على موقع أوليمبيديا (الإنجليزية)
- كينت أندرسون على موقع اللجنة الأولمبية السويدية (السويدية)